# Zlatý míč 2024
Zlatý míč 2024, cena pro nejlepšího fotbalistu světa dle mezinárodního panelu sportovních novinářů, byla udělena španělskému hráči Rodrimu 28. října 2024.
Ceremoniál moderovali Sandy Heribertová a Didier Drogba.

## Zlatý míč
| #  | Hráč              | Klub                  | Body  |
| -- | ----------------- | --------------------- | ----- |
| 1  | Rodri             | Manchester City FC    | 1 170 |
| 2  | Vinícius Júnior   | Real Madrid CF        | 1 129 |
| 3  | Jude Bellingham   | Real Madrid CF        | 917   |
| 4  | Dani Carvajal     | Real Madrid CF        | 550   |
| 5  | Erling Haaland    | Manchester City FC    | 432   |
| 6  | Kylian Mbappé     | Paris Saint-Germain   | 410   |
| 7  | Lautaro Martínez  | Inter Milán           | 402   |
| 8  | Lamine Yamal      | Barcelona             | 383   |
| 9  | Toni Kroos        | Real Madrid CF        | 291   |
| 10 | Harry Kane        | FC Bayern Mnichov     | 201   |
| 11 | Phil Foden        | Manchester City FC    | 157   |
| 12 | Florian Wirtz     | Bayer 04 Leverkusen   | 101   |
| 13 | Dani Olmo         | RB Leipzig            | 86    |
| 14 | Ademola Lookman   | Atalanta BC           | 82    |
| 15 | Nico Williams     | Athletic Bilbao       | 73    |
| 16 | Granit Xhaka      | Bayer 04 Leverkusen   | 60    |
| 17 | Federico Valverde | Real Madrid CF        | 58    |
| 18 | Emiliano Martínez | Aston Villa FC        | 28    |
| 19 | Martin Ødegaard   | Arsenal FC            | 16    |
| 20 | Hakan Çalhanoğlu  | FC Inter Milán        | 15    |
| 21 | Bukayo Saka       | Arsenal FC            | 14    |
| 22 | Antonio Rüdiger   | Real Madrid CF        | 13    |
| 23 | Rúben Dias        | Manchester City FC    | 8     |
| 24 | William Saliba    | Arsenal FC            | 8     |
| 25 | Cole Palmer       | Chelsea               | 7     |
| 26 | Declan Rice       | Arsenal FC            | 5     |
| 27 | Vitinha           | Paris Saint-Germain   | 5     |
| 28 | Álex Grimaldo     | Bayer 04 Leverkusen   | 2     |
| 29 | Mats Hummels      | Borussia Dortmund     | 0     |
| 29 | Artem Dovbyk      | SK Dnipro-1 Girona FC | 0     |

## Zlatý míč (ženy)
| #  | Hráčka                    | Klub                | Body |
| -- | ------------------------- | ------------------- | ---- |
| 1  | Aitana Bonmatí            | Barcelona           | 675  |
| 2  | Caroline Graham Hansenová | Barcelona           | 392  |
| 3  | Salma Paralluelo          | Barcelona           | 246  |
| 4  | Sophia Smithová           | Portland Thorns     | 228  |
| 5  | Lindsey Horanová          | Lyon                | 169  |
| 6  | Mallory Swansonová        | Chicago Red Stars   | 164  |
| 7  | Marie-Antoinette Katoto   | Paris Saint-Germain | 142  |
| 8  | Mariona Caldentey         | Barcelona           | 142  |
| 9  | Trinity Rodmanová         | Washington Spirit   | 137  |
| 10 | Alexia Putellas           | Barcelona           | 130  |
| 11 | Patricia Guijarro         | Barcelona           | 117  |
| 12 | Barbra Banda              | Orlando Pride       | 92   |
| 13 | Lauren Jamesová           | Chelsea             | 83   |
| 14 | Ada Hegerbergová          | Lyon                | 83   |
| 15 | Khadija Shaw              | Manchester City     | 78   |
| 16 | Tabitha Chawinga          | Lyon                | 70   |
| 17 | Alyssa Naeher             | Chicago Red Stars   | 52   |
| 18 | Gabi Portilho             | Corinthians         | 47   |
| 19 | Giulia Gwinnová           | Bayern Mnichov      | 42   |
| 20 | Lucy Bronze               | Barcelona           | 40   |
| 21 | Mayra Ramírezová          | Chelsea             | 36   |
| 22 | Glódís Viggósdóttir       | Bayern Mnichov      | 26   |
| 23 | Tarciane                  | Houston Dash        | 24   |
| 24 | Lea Schüllerová           | Bayern Mnichov      | 24   |
| 25 | Sjoeke Nüskenová          | Chelsea             | 15   |
| 26 | Jui Hasegawaová           | Manchester City     | 11   |
| 27 | Manuela Giugliano         | Řím                 | 10   |
| 28 | Lauren Hempová            | Manchester City     | 5    |
| 29 | Ewa Pajorová              | Wolfsburg           | 2    |
| 30 | Grace Geyoro              | Paris Saint-Germain | 1    |

## Kopa Trophy
| # | Hráč               | Klub                | Body |
| - | ------------------ | ------------------- | ---- |
| 1 | Lamine Yamal       | Barcelona           | 113  |
| 2 | Arda Güler         | Real Madrid         | 26   |
| 3 | Kobbie Mainoo      | Manchester United   | 20   |
| 4 | Savinho            | Girona              | 19   |
| 5 | Pau Cubarsí        | Barcelona           | 8    |
| 6 | Alejandro Garnacho | Manchester United   | 6    |
| 6 | João Neves         | Benfica             | 6    |
| 8 | Karim Konaté       | Red Bull Salzburg   | 3    |
| 8 | Mathys Tel         | Bayern Mnichov      | 3    |
| 8 | Warren Zaïre-Emery | Paris Saint-Germain | 3    |

## Jašinova trofej
Jašinovu trofej vyhrál argentinský brankář Emiliano Martínez.
| #  | Hráč                 | Klub                | Body |
| -- | -------------------- | ------------------- | ---- |
| 1  | Emiliano Martínez    | Aston Villa         | 276  |
| 2  | Unai Simón           | Athletic Bilbao     | 213  |
| 3  | Andriy Lunin         | Real Madrid         | 112  |
| 4  | Gianluigi Donnarumma | Paris Saint-Germain | 58   |
| 5  | Mike Maignan         | AC Milán            | 56   |
| 6  | Yann Sommer          | Inter Milán         | 51   |
| 7  | Giorgi Mamardashvili | Valencia            | 50   |
| 8  | Diogo Costa          | FC Porto            | 28   |
| 9  | Ronwen Williams      | Mamelodi Sundowns   | 27   |
| 10 | Gregor Kobel         | Borussia Dortmund   | 20   |

## Cena Johana Cruijffa

### Trenér roku mužů
| # | Jméno                | Tým              | Body |
| - | -------------------- | ---------------- | ---- |
| 1 | Carlo Ancelotti      | Real Madrid      | 113  |
| 2 | Xabi Alonso          | Bayer Leverkusen | 89   |
| 3 | Luis de la Fuente    | Španělsko        | 63   |
| 4 | Pep Guardiola        | Manchester City  | 13   |
| 5 | Lionel Scaloni       | Argentina        | 8    |
| 6 | Gian Piero Gasperini | Atalanta         | 6    |

### Trenér roku žen
| # | Jméno              | Tým                               | Body |
| - | ------------------ | --------------------------------- | ---- |
| 1 | Emma Hayesová      | Chelsea FC Spojené státy americké | 72   |
| 2 | Jonatan Giráldez   | FC Barcelona Washington Spirit    | 49   |
| 3 | Arthur Elias       | SC Corinthians Paulista Brazílie  | 14   |
| 4 | Sonia Bompastorová | Lyon                              | 5    |
| 5 | Sarina Wiegmanová  | Anglie                            | 4    |
| 6 | Filipa Patão       | Benfica                           | 3    |

## Další ocenění

### Trofej Gerda Müllera
Cena byla udělena 28. října 2024.
| Vítěz ceny               |
| ------------------------ |
| Harry Kane Kylian Mbappé |

### Sócratesova cena
Cena byla udělena 28. října 2024.
| Vítěz ceny    |
| ------------- |
| Janni Hermoso |

### Klub roku mužů
|       | Klub                |
| ----- | ------------------- |
| Vítěz | Real Madrid         |
|       | Bayer 04 Leverkusen |
|       | Borussia Dortmund   |
|       | Girona FC           |
|       | Manchester City FC  |

### Klub roku žen
|       | Klub                          |
| ----- | ----------------------------- |
| Vítěz | FC Barcelona Femení           |
|       | Chelsea FC (ženy)             |
|       | Olympique Lyon (ženy)         |
|       | NJ/NY Gotham                  |
|       | Paris Saint-Germain FC (ženy) |

## Kontroverze
Ceremoniálu se nezúčastnili představitelé Realu Madrid na protest proti tomu, že ocenění nezískal favorizovaný Vinícius.